# جوني غيلبرت
جوني غيلبرت (بالإنجليزية: Johnny Gilbert)‏ هو مغني أمريكي، ولد في 13 يوليو 1924 في نيوبورت نيوز في الولايات المتحدة.

## وصلات خارجية
- الموقع الرسمي
- جوني غيلبرت على موقع IMDb (الإنجليزية)
- جوني غيلبرت على موقع قاعدة بيانات الفيلم (الإنجليزية)